# Leucon norrevangi
Leucon norrevangi är en kräftdjursart som beskrevs av Watling och Sarah Gerken 1999. Leucon norrevangi ingår i släktet Leucon och familjen Leuconidae. Inga underarter finns listade i Catalogue of Life.